# كسوف الشمس في 26 يونيو 1824
كسوف الشمس في 26 يونيو 1824 هو كسوف كلي للشمس، كان الكسوف كليا عبر أجزاء من الصين واليابان، مع حدوث كسوف جزئي عبر معظم أمريكا الشمالية قرب غروب الشمس.

## الكسوفات ذات الصلة
كان جزءا من ساروس الشمسي 124